# Landessender Sarnen
Der Landessender Sarnen in Sarnen im Kanton Obwalden war eine Einrichtung des Schweizer Rundfunks zur Verbreitung des ersten Programms des Schweizer Rundfunks im Mittelwellenbereich. Im Unterschied zum Landessender Beromünster, der auf der am untersten Ende des Mittelwellenbereichs gelegenen Sendefrequenz 531 kHz arbeitete, wurde der Landessender Sarnen auf der am oberen Ende des Mittelwellenbandes gelegenen Sendefrequenz 1566 kHz betrieben. Mit solchen Frequenzen erreicht man eine geringe Bodenwellen-, aber während der Nachtstunden eine grosse Raumwellenreichweite. Aus diesem Grund war der Landessender Sarnen nur nachts in Betrieb. Er verwendete als Sendeantenne eine Steilstrahlantenne und war von 1973 bis 1992 in Betrieb. Zusätzlich war ein Kurzwellensender für Hörer im Ausland in Betrieb. Die ganze Sendeanlage, mit Ausnahme der Antennen, befand sich in einem Luftschutzbunker im Inneren eines Hügels in Stalden ob Sarnen.
Die Antenne bestand aus zwei je 170 Meter langen horizontalen Dipolen im Abstand von 96 Metern. Jeder Dipol war an drei 40 Meter hohen freistehenden Stahlfachwerktürmen befestigt, welche wegen fehlender Diagonalstreben etwas ungewohnt erschienen. Die Türme in der Dipolmitte hatten einen quadratischen, die an den Enden der Dipole einen dreieckigen Querschnitt.
Der Landessender Sarnen wurde zu Beginn der 1990er-Jahre stillgelegt und ab Anfang 2013 schrittweise demontiert.